# Classe Insect
La classe Insect est une classe de canonnière de la Royal Navy qui a servi durant les deux guerres mondiales.

## Historique
Ces bateaux sont initialement conçus au début de la Première Guerre mondiale pour une utilisation fluviale - le Danube étant envisagé - ou non loin des côtes. Les quatre premières unités de la classe ont effectivement cette fonction lors de ce conflit , au cours de laquelle ils servent au cours de la campagne de Mésopotamie sur le Tigre et l'Euphrate. Certains patrouilleront sur le Yangzi Jiang en Chine durant l'Entre-deux-guerres et participeront entre autres à l'incident de Wanhsien en 1926.